# ابن عماره
ابواسحاق، ابراهیم اصفهانی شهرت‌یافته به ابن عُماره (؟ - ۹۶۴م) (نسب: ابراهیم بن محمد بن حمزه بن عماره) محدث و حافظ ایرانی در سدهٔ چهارم هجری بود. المسند و الشیوخ دو اثر برجستهٔ اوست.